# Ali Boumnijel
Ali Boumnijel (Menzel Sealih, 13 aprile 1966) è un ex calciatore tunisino, di ruolo portiere.
È stato il giocatore più anziano al campionato del mondo 2006, disputato con la Nazionale tunisina.

## Palmarès

### Competizioni nazionali
- Campionato tunisino: 1

Club Africain: 1990

### Competizioni internazionali
- CAF Champions League: 1

Club Africain: 1991